# サン・カルラス・デ・ラ・ラーピタ
サン・カルラス・ダ・ラ・ラピタ （カタルーニャ語：Sant Carles de la Ràpita）は、スペイン・カタルーニャ州タラゴナ県のムニシピオ（基礎自治体）。ムンシアーに属する。エブロ川デルタ地帯の南西部を占め、市域にはトラブカドル海岸やラ・バーニャ半島、プエルト・ダ・ロス・アルファクス塩湖が含まれる。市街は海岸部、塩湖に面している。市は市街のあるサン・カルラス・ダ・ラ・ラピタ地区と、無人のサリーナス・ダ・ラ・トリニダー地区とに分かれる。カスティーリャ語ではサン・カルロス・デ・ラ・ラピタ（San Carlos de la Rápita）。

## 歴史
レコンキスタ以前からこの地には定住地があった。1097年、バルセロナ伯ラモン・バランゲー3世がサン・クガ修道院へラピタの城を寄進したことが文書に記されている。この地への再植民は、修道院によって行われた。城の敷地内に修道院がつくられ、13世紀に再植民が進んだ。
1260年、サン・クガの修道士たちはラピタの城を聖ヨハネ騎士団へ売却した。城内には女性の自治体がつくられ、1579年にトゥルトーザへ移った。1280年、ラピタはバルセロナ伯の直轄領となった。
18世紀半ば、カルロス3世はエブロ川デルタ地帯に海港の建設を、漁村ラピタに重要な市街地の建設を命じた。カルロス3世にちなみ、村はサン・カルロスのラピタと名づけられた。1770年には王はアンポスタとラピタとをつなぐ運河を築こうとし、総督宮殿や教会といった新古典主義建築の建物が建てられた。しかし王の晩年の経済衰退と王の死によって、事業のほとんどが未完であった。
スペイン独立戦争中の1811年、ルイ＝ガブリエル・スーシェはタラゴナ攻略後にラピタを占領、海港の防衛を強化した。1860年、ラピタでカルリスタによるイサベル2世王政転覆を目的とした反乱が起きた。

## 人口
| サン・カルラス・ダ・ラ・ラピタの人口推移 1900－2010     |
|                                                         |
| 出典:INE（スペイン国立統計局）1900年 - 1991年、1996年 - |

## 経済
サン・カルラス・ダ・ラ・ラピタ港は1954年に完成した。港湾施設として取引所、製氷工場、30mのボートが建造できる造船所がある。ムール貝とカキが多く水揚げされる。
19世紀半ば、ラピタにコメ栽培が導入され、第二次世界大戦中には収穫量が最高に達した。コメの他、オリーブやキャロブも多く栽培される。19世紀の間、サリーナス・デ・トリニダー地区では輸出用の塩田が開拓されていた。

## 出身者
- アンヘル・ランヘル - サッカー選手